# Escilitzes de Madrid
L'Escilitzes de Madrid (Skylitzes Matritensis) és un manuscrit ricament il·lustrat de la Sinopsi d'històries (Σύνοψις Ἱστοριῶν, Synopsis Historiarum) de Joan Escilitzes, que abasta els regnats dels emperadors romans d'Orient des de la mort de Nicèfor I el 811 fins a la deposició de Miquel VI el 1057.
El manuscrit va ser produït a Sicília al segle xii, i actualment es conserva a la Biblioteca Nacional d'Espanya des del 1712, a Madrid, Cod. Vitr. 26-2, i per això és conegut també com a Madrid Skylitzes, Codex Græcus Matritensis Ioannis Skyllitzes, o Skyllitzes Matritensis.

## Descripció
Es tracta de l'únic manuscrit il·lustrat d'una crònica romana d'Orient conservat fins avui i inclou 574 miniatures. No és clar tanmateix si aquestes són originals o còpies d'imatges romanes d'Orient. L'obra artística hauria estat realitzada sota el patrocini del rei Roger II de Sicília i el seu fill Guillem durant el tercer quart del segle xii.
El manuscrit inclou nombroses representacions de ciutats emmurallades esmentades en el relat, on s'inclouen edificis religiosos com a Nicea, Edessa o Mistra. Les ciutats d'Euripos (a Acarnània) i Tessalònica són representades com a palaus. En aquesta última, apareix representada l'església de Sant Demetri, patró de la ciutat que miraculosament va salvar els seus habitants del setge dels búlgars.